# Михаило Ст. Поповић
Михаило Ст. Поповић (Беч, 1978) аустријски је историчар, српског порекла.

## Биографија
Дипломирао византологију, новогрчки, балканологију, нумизматку и средњовековну историју 2000. године на Универзитрту у Бечу. Дипломски рад му је објављен као монографија под насловом: Von Budapest nach Istanbul. Die Via Traiana im Spiegel der Reiseliteratur des 14. bis 16. Jahrhunderts (Од Будимпеште до Истанбула. Војна цеста у огледалу путовања књижевности од 14. до 16. века). За докторску дисертацију, започету 2001. године на Краљевском колеџу у Лондону и одбрањену 2005. године, је добио награду ГСЦО „Друштва за проучавање источног хришћанства“. Она је 2010. године објављена на некачком под насловом, Mara Branković: Eine Frau zwischen dem christlichen und dem islamischen Kulturkreis im 15. Jahrhundert. Хабилитирао се на Универзитрту у Бечу 2011. године и као доцент стекао право да предаје предмете Историја југоисточне Европе и Византологија.
Од 2006. године ради као стручњак за историјску географију у оквиру пројекта Tabula Imperii Byzantini на Аустријској академији наука и држи разноврсна предавања на универзитетима у Аустрији, Србији, Француској, Пољској, Словачкој, Чешкој, Мађарској и Румунији. У јулу и августу 2013. године био је стипендиста Хиландарске истраживачке библиотеке. Специјализирао се за историју и културу југоисточне Европе од VII до XVI века, позновизантијску историју (1204–1453), историјску географију, картографију Средоземља, студије о женама, родне студије у оквиру средњовековне историје и за дигиталне методе у историјској географији и филозофским наукама.
Његова књига о Мари Бранковић, Мара Бранковић, жена између хришћанског и исламског културног круга у 15. веку, је 2014. године преведена на српски језик. Издавач је Академска књига, Нови Сад.  288860167

## Важнији радови
- Popović, Mihailo St. (2010). Mara Branković: Еine Frau zwischen dem christlichen und dem islamischen Kulturkreise im 15. Jahrhundert. Wiesbaden: Franz Philipp Rutzen.
- Поповић, Михаило Ст. (2014). Мара Бранковић: Жена између хришћанског и исламског културног круга у 15. веку. Нови Сад: Академска књига. Архивирано из оригинала 03. 08. 2023. г. Приступљено 03. 08. 2023.
- Popović, Mihailo St. (2016). „Saint Clement of Ohrid: His Life and Aftermath Between Sofia and Skopje”. Споменица др Тибора Живковића. Београд: Историјски институт. стр. 77—90.
- Поповић, Михаило Ст. (2017). Од Будима до Константинопоља: Via Traiana у светлу путописне литературе у периоду од 14. до 16. века. Нови Сад: Академска књига. Архивирано из оригинала 03. 08. 2023. г. Приступљено 03. 08. 2023.
- Popović, Mihailo St. (2021). „The Patriarchate and the Churches of the Balkans”. A Companion to the Patriarchate of Constantinople. Leiden-Boston: Brill. стр. 151—182.